# Ngoma
Ngoma is een district (akarere) in de oostelijke provincie van Rwanda. De hoofdstad is Kibungo.

## Sectoren
Ngoma district is verdeeld in 14 sectoren (imirenge): Gashanda, Jarama, Karembo, Kazo, Kibungo, Mugesera, Murama, Mutenderi, Remera, Rukira, Rukumberi, Rurenge, Sake en Zaza.

## Externe links

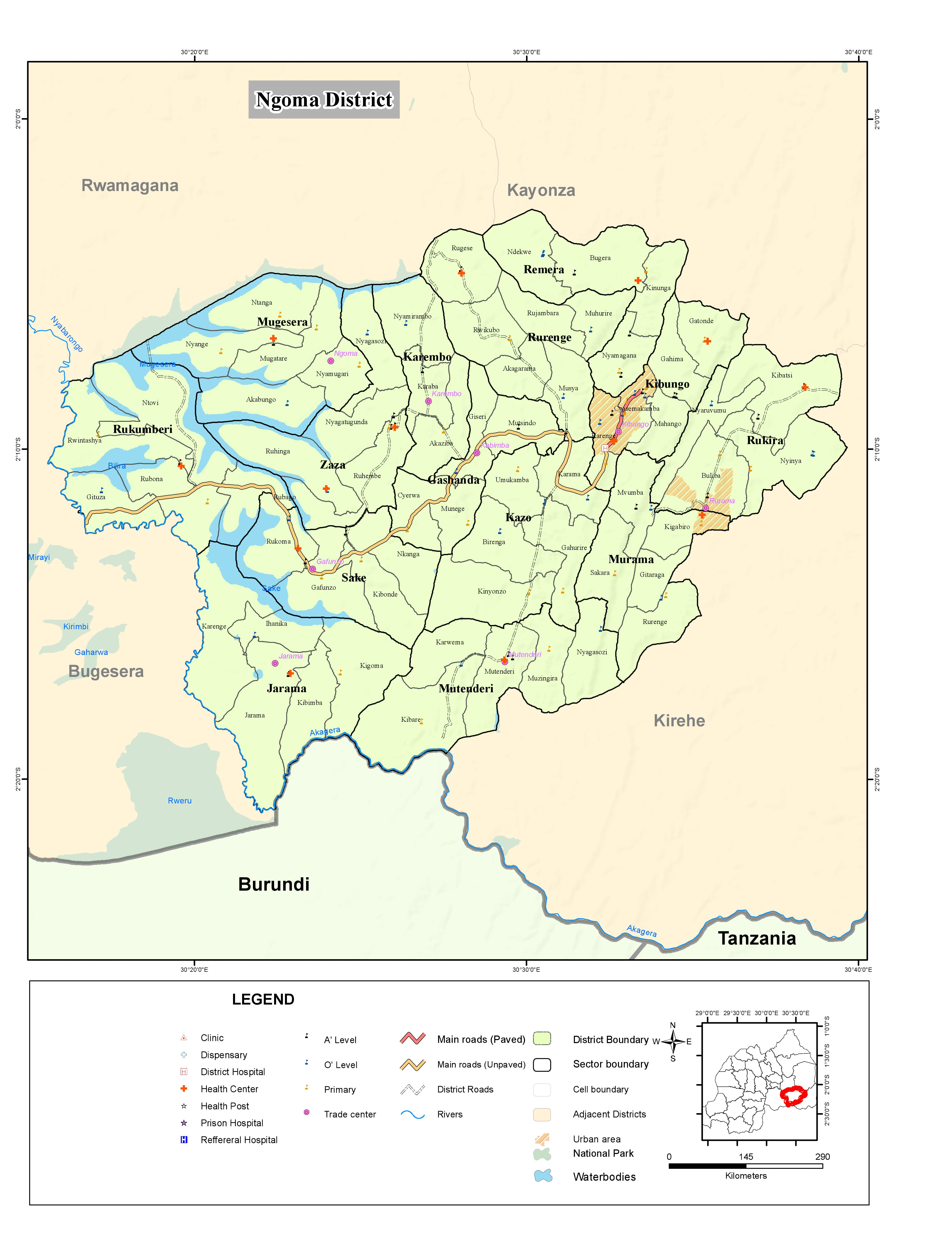
Kaart van Ngoma district